# Ciclismo ai Giochi della III Olimpiade - Terzo di miglio
La competizione del Terzo di miglio (m. 536,44) di ciclismo dei Giochi della III Olimpiade si tenne il 5 agosto 1904 al Francis Field della Washington University di Saint Louis.

## Risultati

### Semifinali
Si disputarono 2 serie i primi due classificati furono ammessi alla finale.
1ª Semifinale
| Pos. | Atleta           | Tempo |
| ---- | ---------------- | ----- |
| 1    | Teddy Billington | 50"2  |
| 2    | Charles Schlee   | n/d   |
| ?    | Oscar Goerke     | n/d   |
| ?    | Fred Grinham     | n/d   |

2ª Semifinale
| Pos. | Atleta         | Tempo |
| ---- | -------------- | ----- |
| 1    | Marcus Hurley  | 44"2  |
| 2    | Burton Downing | n/d   |

### Finale
| Pos. | Atleta           | Tempo           |
| ---- | ---------------- | --------------- |
| 1    | Marcus Hurley    | 43"8            |
| 2    | Burton Downing   | a 1/2 lunghezza |
| 3    | Teddy Billington | n/d             |
| 4    | Charles Schlee   | n/d             |